# Douglas XB-42 Mixmaster
Pour les articles homonymes, voir Mixmaster.
Le Douglas XB-42 Mixmaster, connu chez son constructeur comme le Model 459, est un prototype de bombardier léger à moteurs à pistons américain conçu par la Douglas Aircraft Company ; il est initialement désigné XA-42, dans la nomenclature des avions d'attaque au sol avant d'être reclassé comme bombardier en 1943. Le projet est développé à partir de 1943, pendant la Seconde Guerre mondiale, comme solution à plus long rayon d'action que le A-20 Havoc. En juin 1943, deux prototypes sont commandés par les United States Army Air Forces (USAAF) et le premier réalise son premier vol en mai 1944. Toutefois, en raison de la fin de la guerre et de l'arrivée des avions à réaction, plus performants, le projet ne débouche sur aucune commande en série.
Les deux prototypes sont construits à l'usine Douglas de Santa Monica. Pour leur conception, l'avionneur cherche une solution permettant de réduire la traînée au maximum ; il adopte une solution avec deux hélices coaxiales contrarotatives placées à l'arrière du fuselage qui sont mues par deux moteurs Allison V-1710, installés dans la partie supérieure du fuselage, qui les entraînent via un système de longs arbres concentriques ; cette disposition permet d'améliorer l'efficacité aérodynamique de la voilure. Au cours des essais, avec une vitesse maximale de plus de 650 km/h, l'avion se montre plus rapide que ses contemporains. L'un des prototypes s'écrase en décembre 1945 et l'autre exemplaire est modifié avec des turboréacteurs d'appoint, permettant d'accroître les performances ; cependant, le programme est annulé en juin 1949.

## Conception et développement
L'histoire du XB-42 remonte au début de l'année 1943, pendant la Seconde Guerre mondiale, lorsque la Douglas Aircraft Company cherche à développer un bombardier de moyenne capacité, à plus long rayon d'action que les A-20 Havoc, B-25 Mitchell et B-26 Marauder existants. À cette époque, les États-Unis sont en guerre contre le Japon et les bombardiers, bien qu'ayant une autonomie suffisante pour mener efficacement des raids sur le théâtre européen contre l'Allemagne et l'Italie, ne sont pas adaptés pour mener des opérations dans le Pacifique. De plus, les B-17 Flying Fortress et B-24 Liberator, bombardiers lourds composant la flotte des United States Army Air Forces (USAAF), manquent d'allonge et le Boeing B-29, à autonomie intercontinentale, n'est pas encore opérationnel. Les ingénieurs E. Burton et Carlos Wood du bureau d'études de Douglas créent le Model 459 et cherchent à réduire la traînée aérodynamique afin d'augmenter la distance franchissable.
L'un des avant-projets étudiés présente une solution particulièrement novatrice : les moteurs sont placés à l'intérieur du fuselage et entraînent des hélices installées tout à l'arrière, en configuration propulsive ; ainsi comme la voilure n'est plus équipée des nacelles des moteurs, son aérodynamique est améliorée. Le projet est soumis aux USAAF en avril 1943 et, le 25 juin, le Materiel Command donne un avis favorable à la proposition de Douglas, avec la signature du contrat W535-ac-40188 de 3 millions de dollars portant sur deux prototypes du Model 459 et une cellule d'essais statiques. L'avion est désigné XA-42, dans la nomenclature des avions d'attaque au sol et des bombardiers légers, avant d'être reclassé en bombardier le 26 novembre 1943 sous la désignation XB-42.

## Descriptif technique
Avec une capacité de plus 3 600 kg de bombes, le XB-42 est, à l'époque un bombardier léger. Son fuselage mesure 16,36 m de long et sa voilure, très fine et d'une envergure de 21,49 m, est placée en position médiane par rapport au fuselage, permettant ainsi de séparer ce dernier en une partie inférieure, qui contient la soute à bombes, et une partie supérieure, où sont placés les moteurs,. Le placement des moteurs à l'intérieur du fuselage évite l'utilisation de nacelles, ce qui améliore l'aérodynamique en réduisant la traînée. Les deux pilotes sont installés à l'avant sous deux verrières qui donnent à l'avion une forme de tête de mouche ; comme cette disposition n'est pas adaptée pour le travail en équipe des pilotes, le deuxième prototype est équipé d'un grande verrière, unique, au-dessus du poste de pilotage. Un nez vitré permet d'accueillir un troisième membre d'équipage, qui a les rôles de navigateur et d'opérateur bombardier. L'armement défensif consiste en deux mitrailleuses, une placée dans chaque aile et tirant vers l'arrière.
Au sol, le poids de l'avion est réparti sur un train d'atterrissage tricycle avec une roulette orientable à l'avant et deux grandes roues pour le train principal. Comme les ailes sont relativement fines, ce dernier se rétracte dans les flancs du fuselage. L'avion est propulsé par deux hélices placées tout à l'arrière du fuselage, qui partagent le même axe de rotation et sont contrarotatives ; chaque moteur entraîne une hélice par l'intermédiaire de longs arbres de transmission et de réducteurs. Les moteurs sont des Allison V-1710-125L et V-1710-125R, qui diffèrent par leur sens de rotation ; leur alimentation en air se fait via des prises d'air aménagées sur les côtés et le dessus du fuselage. En cas d'urgence, avant d'évacuer l'appareil, les pilotes doivent larguer les hélices en utilisant un système faisant appel à des boulons explosifs. Le XB-42 est équipé d'un empennage cruciforme, la dérive inférieure permettant de maintenir une garde au sol suffisante des hélices pour éviter qu'elles ne touchent le sol en cas de décollage trop cabré.

## Histoire opérationnelle
Livré à l'USAAF, le XB-42 effectue son premier vol le 6 mai 1944, avec le pilote d'essai Bob Brush aux commandes ; l'avion décolle de la Palm Springs Army Air Base et s'y pose après 22 minutes de vol sans incident,. Il est jugé performant, bien qu'il présente des défauts, le principal étant la présence d'une dérive placée sous le fuselage, ce qui oblige l'avion à décoller et atterrir avec des incidences relativement faibles. L'un des deux appareils est perdu dans un accident le 16 décembre 1945, causé par une défaillance du train d'atterrissage. L'autre est utilisé pour des vols d'essais et reçoit deux turboréacteurs Westinghouse 19XB-2, un sous chaque aile. En 1947, la dérive située sous le fuselage est endommagée lors d'un atterrissage. Bien que l'avion soit réparé, il ne vole plus et le programme est abandonné l'année suivante.
Le programme XB-42 débouche sur le XB-43 Jetmaster, premier bombardier à réaction américain, qui vole en 1946 ; il reprend l'apparence du XB-42 mais est motorisé par des turboréacteurs installés dans le fuselage à la manière des avions de chasse. Il ne dépasse toutefois pas le stade de prototype. Par ailleurs XB-42 est à l'origine du projet d'avion de ligne Douglas DC-8, qui reprend son allure générale, en particulier le doublet d'hélices contrarotatives installées à l'arrière,. Cependant, le projet est rapidement abandonné sans qu'aucun appareil ne soit construit.

## Caractéristiques techniques
Sources : Joe Baugher, René Jacquet-Francillon, Marcelle Size Knaack, Alain Pelletier et Robert J. Roux.

### Équipage et dimensions

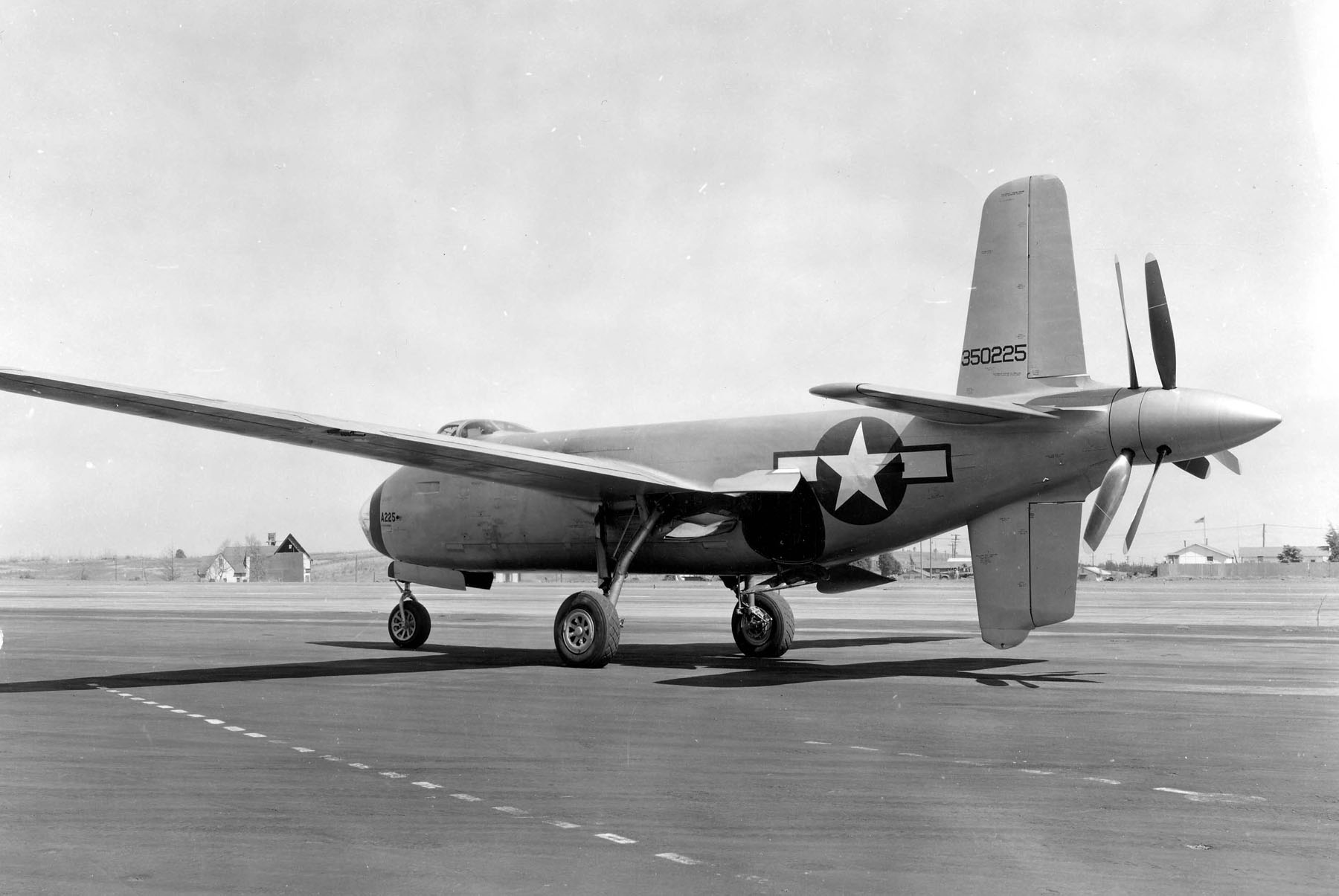
Gros plan sur l'arrière de l'avion. On distingue nettement l'empennage cruciforme, le doublet d'hélices contrarotatives et le logement du train d'atterrissage dans le fuselage.

- Équipage : 3 membres (pilote, copilote/mitrailleur, opérateur bombardier)
- Envergure : 21,49 m
- Longueur : 16,36 m
- Hauteur : 5,74 m
- Surface alaire : 51,6 m2

### Motorisation
- Motorisation : 2 Allison V-1710-125 (12 cylindres en V).
- Puissance : 988 kW (1 325 ch) par moteur ; 2 650 ch au total.

### Masses
- Masse à vide : 9 475 kg
- Masse maximale au décollage : 16 194 kg
- Vitesse maximale : 660 km/h
- Plafond opérationnel : 9 000 m
- Rayon d'action : 2 900 km

### Armement
- Armement défensif : 6 mitrailleuses Browning M2 de 12,7 mm
- Armement offensif : 3 630 kg de bombes